# Paraphlepsius certus
Paraphlepsius certus är en insektsart som beskrevs av Delong 1938. Paraphlepsius certus ingår i släktet Paraphlepsius och familjen dvärgstritar. Inga underarter finns listade i Catalogue of Life.